# Stefan Rogall
Stefan Rogall (* 1969 in Duisburg) ist ein deutscher Schriftsteller, Filmkritiker und Drehbuchautor.

## Biografie
Stefan Rogall studierte von 1989 bis 1995 Publizistikwissenschaft, Germanistik und Anglistik an der Westfälischen Wilhelms-Universität Münster. Bereits seit 1992 arbeitete er als Filmkritiker für die Westfälischen Nachrichten, den film-dienst und epd Film. Von 1994 bis 1997 leitete er die englischsprachige Theatergruppe der Universität Münster.
Seit 1998 ist er als freier Drehbuchautor, Lektor und Dramaturg tätig. Beim Marburger Filmwissenschafts-Fachverlag Schüren legte er zwei medienwissenschaftliche Bücher vor, davon eins als Herausgeber. Sein erstes Drehbuch wurde 2002 als Fernsehfilm Zimmer der Angst von Florian Richter verfilmt. Für den „Polizeiruf: 110: Kleine Frau“ wurde Rogall 2006 mit einem Grimme-Preis ausgezeichnet.
2010 debütierte Rogall mit der Romankomödie Verliebt, verschneit, verzaubert als Schriftsteller. Sein zweiter Roman Bestimmt für dich wurde 2011 ebenfalls im Random House Imprint Diana Verlag veröffentlicht. Aufgrund der begrenzten Verdienstmöglichkeiten als Belletristiker hat er seitdem überwiegend als Drehbuchautor gearbeitet.
Für den WDR entwickelte er die von Niederrhein-Regionalität und schwarzem Humor geprägte Krimi-Fernsehserie Meuchelbeck (1. Staffel 2015 und 2. Staffel 2019), die auch komplett von ihm geschrieben wurde. Besonders für seine „glänzend witzigen Dialoge“ wird Rogall von der Fernsehkritik manchesmal gelobt. Die Filmkritik sagt aber auch über ihn, dass er seine Figuren „gründlich entwickelt (.) und sich der Humor dann wie natürlich aus ihrem Denken heraus ergibt“.

## Werke
- zusammen mit Annette Kilzer: Das filmische Universum von Joel und Ethan Coen, Schüren Verlag, Marburg 2003, ISBN 978-3-89472-306-4.
- Verliebt, verschneit, verzaubert, Diana-Verlag, München 2010, 255 Seiten, ISBN 978-3-453-35564-4.
- Bestimmt für dich, Diana-Verlag 2011, 319 Seiten, ISBN 978-3-453-35594-1.

Herausgeberschaft
- Steven Soderbergh und seine Filme, Schüren Verlag,  Marburg 2003, ISBN 978-3-89472-340-8.

## Filmografie (Auswahl)
Drehbuch
- 2002: Zimmer der Angst
- 2005: Nicht ohne meinen Schwiegervater
- 2006: Nicht ohne meine Schwiegereltern
- 2006: Ein Hauptgewinn für Papa
- 2006: Tatort (Fernsehreihe)
  -  Unter Kontrolle
  -  Revanche
  -  Liebe macht blind
- 2006–2018: Polizeiruf 110 (Fernsehreihe)
  - 2006:  Kleine Frau
  - 2008:  Verdammte Sehnsucht
  - 2009:  Alles Lüge
  - 2016:  Endstation
  - 2017:  Dünnes Eis
  - 2018:  Starke Schultern
- seit 2006: Wilsberg (Fernsehreihe)
  - 2006:  Falsches Spiel
  - 2007: Miss-Wahl
  - 2008: Das Jubiläum
  - 2014:  90-60-90
  - 2017:  Die fünfte Gewalt
  - 2017:  Alle Jahre wieder
  - 2018:  Morderney
  - 2020:  Bielefeld 23
  - 2020:  Wellenbrecher
  - 2021:  Einer von uns
  - 2022:  Ungebetene Gäste
  - 2022:  Schmeckt nach Mord
  - 2022:  Fette Beute
  - 2025:  Über dem Gesetz
- 2007: Der Kronzeuge
- 2008: Alter vor Schönheit
- 2008: Die Liebe ein Traum
- 2009: Der Stinkstiefel
- 2010: Lotta & die alten Eisen (Fernsehserie, Folge 1)
- 2011: Carl & Bertha
- 2012: Wir haben gar kein Auto
- 2012: Idiotentest
- 2015–2019: Meuchelbeck (Fernseh-Miniserie)
- 2015: Besser als Du (Fernseh-Komödie)
- 2015: Bloß kein Stress (Fernseh-Komödie)
- 2016: Der Chef ist tot (Fernseh-Krimi)
- 2015: Nur nicht aufregen! (Fernseh-Komödie)
- 2017–2021: Marie Brand (Fernsehserie)
  - 2017: Marie Brand und das ewige Wettrennen
  - 2019: Marie Brand und der Reiz der Gewalt
  - 2021: Marie Brand und die Leichen im Keller
- seit 2019: Friesland (Fernsehreihe)
  - 2019:  Asche zu Asche
  - 2020:  Gegenströmung
  - 2023:  Artenvielfalt
- 2020: Deutscher (Fernseh-Vierteiler)
- 2020: Kein einfacher Mord
- 2022: Der Spalter

## Belege
1. ↑  42. Grimme-Preis 2006: Stefan Rogall, grimme-preis.de, abgerufen am 24. November 2019.
2. ↑  Drehbuch-Autoren-Profil Stefan Rogall, Literarische Agentur Kossack, abgerufen am 24. November 2019.
3. ↑  Sechsteiler "Meuchelbeck": Wie Stefan Rogall schwarzen Humor in den WDR bringt, kress.de vom 24. August 2015, abgerufen am 24. November 2019.
4. ↑  TV-Kritik„Der Chef ist tot“: Funkensprühende schwarze Komödie, abgerufen am 24. November 2019.
5. ↑  Fernsehfilm „Der Chef ist tot“, tittelbach.tv 21. April 2017, abgerufen am 24. November 2019.
6. ↑  „Immer das letzte Wort“ über "Mord geht immer: Der Koch ist tot" im ZDF, Frankfurter Rundschau vom 23. Januar 2019, abgerufen am 24. November 2019.

| Personendaten    | Personendaten                              |
| ---------------- | ------------------------------------------ |
| NAME             | Rogall, Stefan                             |
| KURZBESCHREIBUNG | deutscher Schriftsteller und Drehbuchautor |
| GEBURTSDATUM     | 1969                                       |
| GEBURTSORT       | Duisburg, Deutschland                      |